# 人生みちづれ
「人生みちづれ」（じんせいみちづれ）は、演歌歌手天童よしみのシングルである。2010年2月17日発売。発売元はテイチクエンタテインメント。

## 概要
- 2010年3月1日付、2010年3月22日付、2010年12月13日付のオリコン演歌・歌謡シングルチャートで1位を獲得。
- 第43回日本作詩大賞で大賞を受賞。

## 収録曲
1. 人生みちづれ (4:59)
作詞：水木れいじ、作曲：四方章人、編曲：前田俊明
2. 「与謝野晶子」より 晶子絶唱 (4:05) 
作詞：池田充男、作曲：四方章人、編曲：南郷達也
3. 人生みちづれ（オリジナルカラオケ） (4:59)
4. 人生みちづれ（メロ入りカラオケ） (4:59)
5. 「与謝野晶子」より 晶子絶唱（オリジナルカラオケ） (4:05)